# 富士見市立ふじみ野小学校
富士見市立ふじみ野小学校（ふじみしりつ ふじみの しょうがっこう）は、埼玉県富士見市ふじみ野東四丁目にある市立小学校。

## 沿革
- 1999年
  - 4月1日 - 開校。
  - 5月18日 - 校舎落成記念式典挙行。
  - 11月29日 - 校歌制定。
- 2000年
  - 1月18日 - 校章制定。
  - 3月13日 - 校旗完成。
- 2003年2月25日 - 校舎増築工事完了。
- 2005年4月8日 - 第2期校舎増築工事完了。
- 2008年11月11日 - 開校10周年記念式典挙行。
- 2010年
  - 3月31日 - 第3期校舎増築工事完了。
  - 4月1日 - 特別支援学級「あおぞら」開級。

## 学校行事
| - 4月 始業式、入学式、1年生を迎える会、授業参観・懇談会・一斉下校、交通安全教室、離任式 - 5月 学校公開日・避難訓練・引き渡し訓練、、保護者・教師の会総会、家庭訪問、小中連絡会、運動会 - 6月 プール開き、新体力テスト、ミニバスケットボール大会（6年生） | - 7月 授業参観・懇談会、避難訓練、1学期終業式、林間学校（5年生） - 8月 2学期始業式・一斉下校、小中合同研修会 - 9月 学校公開日、修学旅行（6年）、避難訓練 | - 10月 親善陸上大会(5,6年生)、個人面談、就学時健康診断、学校公開日、校内音楽会 - 11月 避難訓練、感謝の集い、オータムフェスティバル、市内音楽会、持久走大会、誕生を祝う会（開校記念日） - 12月 授業参観・懇談会、2学期終業式 | - 1月 3学期始業式、避難訓練、学校公開日、市内図工展 - 2月 入学説明会、授業参観・懇談会 - 3月 6年生を送る会、新通学班一斉下校、卒業式、修了式 |

## 学年・特別支援学級の目標
- 1年生 - 話をよく聞く子、仲良くする子、元気な子。
- 2年生 - よく聞き考える子、仲良く助け合う子、元気に遊ぶ子。
- 3年生 - 進んで学習する子、友達に優しくする子、元気に運動する子。
- 4年生 - 進んで学習する子、進んで助け合う子、進んで運動する子。
- 5年生 - 進んで学びよく考える子、お互いの良さを認め合い助け合う子、目標を持ち心と体を鍛える子。
- 6年生 - 進んで学びよく考え実行する子、お互いの良さを認め高め合う子、目標を持って体を鍛える子。
- 特別支援学級「あおぞら」 - 爽やか 気持ちの良い 優しく仲の良い あおぞら、逞しく頑張る 楽しく遊ぶ あおぞら

## 進学先中学校
- 富士見市立勝瀬中学校

## 学区内の主な施設
- 富士見市立図書館ふじみ野分館
- 勝瀬原記念公園
- 富士見市役所ふじみ野出張所
- ふじみ野駅
- ふじみ野駅前交番

## 出身有名人
- 有安杏果（元ももいろクローバーZ） - 10歳まで在学[1]。